# Голубович, Всеволод Александрович
Все́волод Алекса́ндрович Голубо́вич (укр. Всеволод Олександрович Голубович; февраль 1885, село Молдавка, Подольская губерния — 16 мая 1939, Ярославль) — украинский общественно-политический и государственный деятель. По специальности — инженер.

## Биография
Всеволод родился в семье священника. По окончании духовной семинарии, учился в Киевском политехническом институте, получив в 1915 году диплом инженера-строителя путей сообщения. С 1903 года был членом Революционной украинской партии, через девять лет вступил в ряды Украинской партии социалистов-революционеров (УПСР).
Работал инженером, начальником дистанции Купянск Южной железной дороги, с 1916 по август 1917 года — начальником отдела водных, шоссейных и грунтовых дорог Румынского фронта. Член правления Одесской украинской громады. В апреле 1917 года от его лица направил петицию Временному правительству России с требованием предоставления Украине территориальной автономии. Избран во Всероссийское Учредительное собрание по Херсонскому избирательного округу.
В Генеральном секретариате Центральной Рады — секретарь транспорта (с 27 (14) июля 1917 года), секретарь торговли и промышленности с 12 ноября (30 октября) 1917 года).
С 3 по 20 января возглавлял делегацию УНР в Бресте на сепаратных мирных переговорах с Германией и её союзниками. С 30 января по 29 апреля 1918 года — председатель Рады народных министров и министр иностранных дел УНР.
25 июля 1918 года Голубович, вызванный в качестве свидетеля в немецкий военно-полевой суд по делу о похищении банкира А. Доброго, был арестован в зале суда и переведен на скамью подсудимых. Содержался в Лукьяновской тюрьме; 16 декабря 1918 года был освобожден.
В 1919 — первой половине 1920 года редактировал печатные органы УПСР в Каменец-Подольском и Виннице.
11 августа 1920 года Голубович в г. Каменец-Подольский арестован Особым отделом 14-й армии и в следующем году осуждён на процессе украинских эсеров на пять лет тюрьмы. Амнистирован в декабре 1921 года.
До 1931 года работал в отделе капитального строительства Украинского совета народного хозяйства. В 1931 году осуждён по делу так называемого Украинского национального центра.
Умер 16 мая 1939 в тюрьме Ярославля.

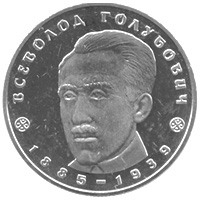
Юбилейная монета «Всеволод Голубович» (2005). Реверс

## Память
В 2005 году к 120-летию со дня рождения Всеволода Голубовича Национальный банк Украины выпустил юбилейную монету номиналом 2 гривны.